# Guanglan Road
Guanglan Road (广兰路, Guǎnglán Lù) is een station van de metro van Shanghai. Het station bedient Zhangjiang Town.
Het metrostation werd geopend op 24 februari 2010, als nieuwe oostelijke terminus van de lijn, wat evenwel slechts enkele weken het geval bleef, want reeds op 8 april 2010 werd de verdere verlenging oostwaarts tot in de Shanghai Pudong International Airport geopend.  Het station heeft drie sporen met een eilandperron en een zijperron voor het derde spoor, wat evenwel sinds mei 2013 niet meer gebruikt is.
Van 8 april 2010 tot 18 april 2019 was het station een overstapstation voor alle reizigers. Lange treinstellen met acht wagons reden westwaarts van en naar het stadscentrum, kortere stellen met vier wagens reden oostwaarts naar Pudong. Het is pas sinds 19 april 2019 dat over heel het traject van lijn 2 stellen met acht wagons rijden, zonder onderbreking en overstap in Guanglan Road.
Het metrostation ligt onder Zuchongzhi Road, 200 meter ten oosten van de kruising met Guanglan Road. Het station heeft vier uitgangen.
East Xujing · Station Shanghai Hongqiao · Hongqiao Airport Terminal 2 · Songhong Road · Beixinjing · Weining Road · Loushanguan Road · Zhongshan Park · Jiangsu Road · Jing'an Temple · West Nanjing Road · People's Square · East Nanjing Road · Lujiazui · Dongchang Road · Century Avenue · Shanghai Science & Technology Museum · Century Park · Longyang Road · Zhangjiang Hi-Tech Park · Jinke Road · Guanglan Road · Tangzhen · Middle Chuangxin Road · East Huaxia Road · Chuansha · Lingkong Road · Yuandong Avenue · Haitiansan Road · Pudong International Airport

Lijnen van de metro van Shanghai: 1 · 2 · 3 · 4 · 5 · 6 · 7 · 8 · 9 · 10 · 11 · 12 · 13 · 14 · 15 · 16 · 17 · 18 · Pujiang Line